# 大英帝国勲章
大英帝国勲章（だいえいていこくくんしょう、英語: Order of the British Empire）は、グレートブリテン及び北アイルランド連合王国（以下、「イギリス」または「英国」と表す）の騎士団勲章 (Order)。"Order" は「勲章」と日本語訳されるヨーロッパの栄典で、元の意味は「騎士団」であり、等級は中世の騎士団の階級制度を模したものである。大英帝国勲章はイギリスの騎士団勲章の中では最も新しく、最も広範囲に与えられ、最も叙勲数の多い勲章である。

## 概要
勲章創設の契機は第一次世界大戦にある。大戦は史上初の総力戦であり、これまでの戦争とは違い、職業軍人だけでなく一般兵士や銃後の女性も戦争に貢献したため、彼らを賞する勲章を設ける必要が出てきた。これにいち早く気づいた廷臣フレデリック・ポンソンビーは政府と連携してジョージ5世に新勲章の創設を進言した。ジョージ5世はこの提案に賛成し、1917年7月に創設が宣言された。
勲章受章者のなかには労働組合員など君主制に否定的なものまで含まれ、歴史家フランク・プロチェスカ（Frank Prochaska）は「共和主義をくじく手段として絶妙な効果を上げた」と本勲章を評した。
勲爵士団、または勲章のランクとしてはそれぞれ同一クラスの勲章の中では最も順位が低いが、有名人が受章する事が多いため非常によく知られた存在である。
勲章のモットーは「神と帝国のために」(For God and the Empire ) である。
勲章には次のランクがある。
1. ナイト・グランド・クロス又はデイム・グランド・クロス（大十字騎士 GBE）
2. ナイト・コマンダー又はデイム・コマンダー（司令官騎士 KBE/DBE）
3. コマンダー（司令官 CBE）
4. オフィサー（将校 OBE）
5. メンバー（団員 MBE）

受章者は名前の後に、勲位を示す頭文字（ポスト・ノミナル・レターズ）を付すことが許される（例えば「Mr. John Smith」ならば「John Smith, CBE」）。
名称に「ナイト」が含まれる上位の2つがいわゆる「ナイト爵」の一種で、英国籍を有していれば男性ならサー、女性ならデイムの敬称を許される。このようなことから、日本語メディアで（日本人が）「イギリス王室からサーの称号を受ける」「ナイトに叙せられる」などと紹介された場合、多くはこの大英帝国勲章のナイトのいずれかを与えられ、ナイト・バチェラーという下級騎士団に叙されたケースである。
外国人への叙勲は通常外務大臣の推挙により、イギリス国内に工場を置く大企業の社長などが多く受章している。外国人受章者は "Honorary"（名誉）を冠して呼ばれ、年2回の叙勲者名簿に掲載されない代わりに、名前に続けて勲章の略称を記すことは許される。

### 役職者
大英帝国勲章騎士団には6つの役職ポストがある。プレラッテ（Prelate）、ディーン（Dean）、セクレタリー（Secretary）、レジスター（Register）、主席紋章官（キング・オブ・アームズ）、紫杖官（Usher）の6つである。
現在の役職者
1. （プレラッテ） - サラ・マレイリー（英語版）（ロンドン司教（英語版））[11]
2. （ディーン）- アンドリュー・トリムレット（英語版）（セント・ポール主教（英語版））
3. （セクレタリー）- ステファン・セグレイブ
4. （レジスター） - サー・クリス・ウォーモルド（英語版）
5. （主席紋章官） - サー・サイモン・メイオール（英語版）[12]
6. （アッシャー） - アメリア・フォーセット（英語版）

## 意匠

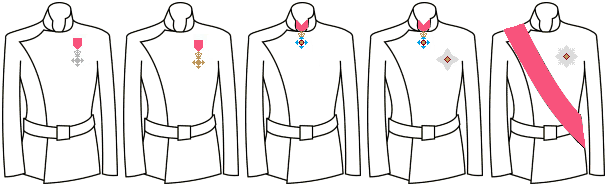
大英帝国勲章の等級別着用法（男性用）。左から序列の低い順にMBE、OBE、CBE、KBE、GBE。

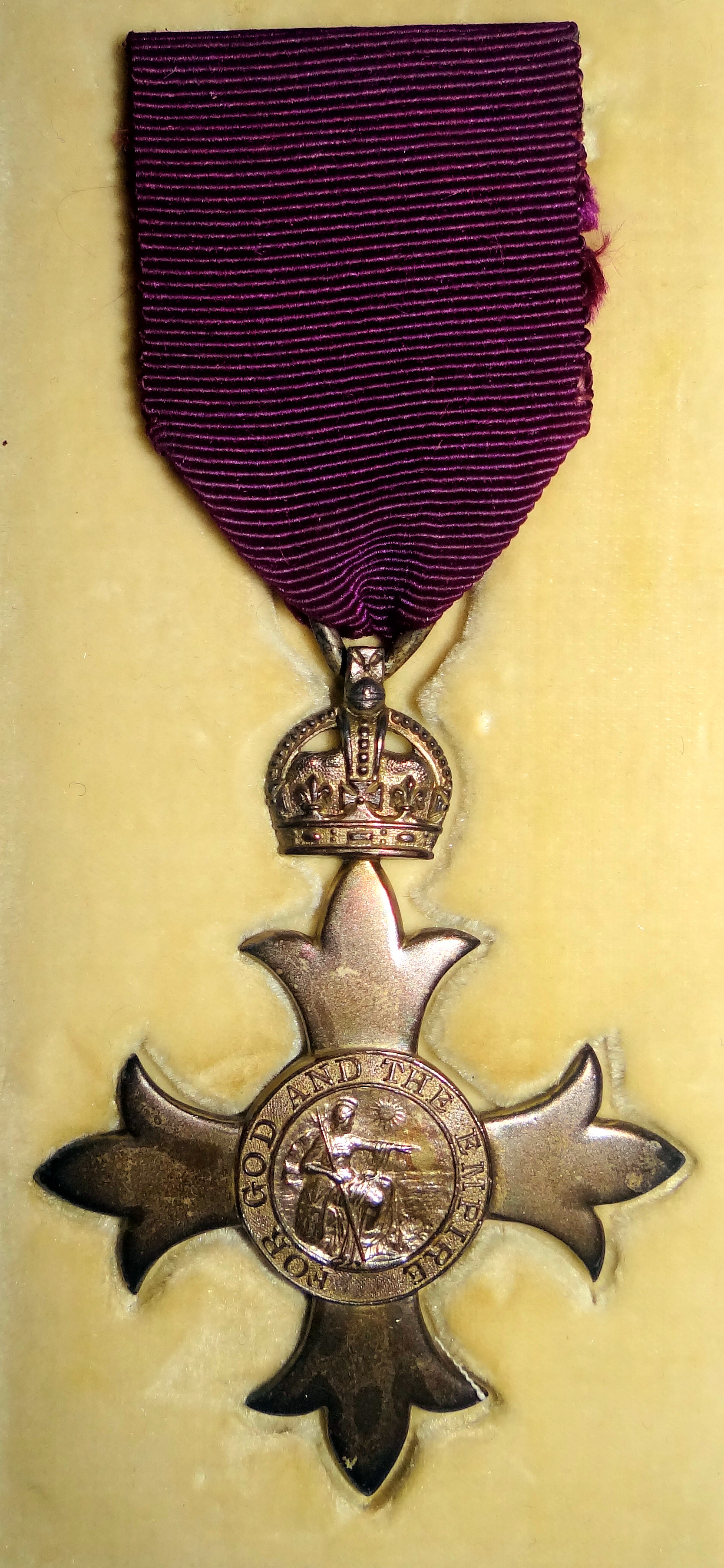
MBE正章（創設当初）

| MBE                     | OBE               | CBE        | KBE        | GBE            | GBE             | GBE        |
| 正章                    | 正章              | 正章       | 正章と副章 | 正章           | 正章            | 副章、頸飾 |
| （文民用）              | （軍人用）        | （文民用） | （文民用） | 正章（文民用） | 正章（軍人用）  | 副章、頸飾 |
| ----------------------- | ----------------- | ---------- | ---------- | -------------- | --------------- | ---------- |
|                         |                   |            |            |                | GBE星章のマント |            |
| 裏面                    |                   | 女性用     |            |                | 軍人用マント    |            |
| MBE正章の裏面（男性用） | CBE正章（女性用） |            |            |                |                 |            |

|                 | 文民用 | 軍人用 |
| --------------- | ------ | ------ |
| 1917年 – 1935年 |        |        |
| 1936年 -        |        |        |

## 騎士団員

### 主権者（Sovereign）
| 肖像 | 紋章 | 名前 (生年) (在位)                             |
| ---- | ---- | ---------------------------------------------- |
|      |      | 国王 チャールズ3世 (1948年 - ) (2022年即位 - ) |

### グランドマスター
グランドマスター（Grand master）は主権者（イギリス国王）に次ぐ地位をもつ。
| No. | 肖像 | 氏名（生没年）                                          | 在任期間      | 在任期間      |
| No. | 肖像 | 氏名（生没年）                                          | 就任          | 退任          |
| --- | ---- | ------------------------------------------------------- | ------------- | ------------- |
| 1   |      | プリンス・オブ・ウェールズ エドワード王太子 (1894–1972) | 1917年6月4日  | 1936年1月20日 |
| 2   |      | メアリー王妃 (1865–1953)                                | 1936年3月27日 | 1953年3月24日 |
| 3   |      | エディンバラ公 フィリップ王配 (1921–2021)               | 1953年6月1日  | 2021年4月9日  |
| 4   |      | カミラ王妃 (1947–)                                      | 2024年4月23日 | 現職          |

### 名誉騎士団員（Stranger Knights and Ladies Companion）
| 肖像 | 名前                     | 叙勲時の役職                                       | 叙勲年 | 叙勲時の年齢 |
| ---- | ------------------------ | -------------------------------------------------- | ------ | ------------ |
|      | ターヘル・マスリー       | ヨルダン王国 第28代首相                            | 1988年 | 83歳         |
|      | ヤーライ・ジグモンド     | ハンガリー共和国 第7代財務大臣                     | 1999年 | 73歳         |
|      | ジョージ・J・ミッチェル  | アメリカ合衆国 第8代クイーンズ大学ベルファスト学長 | 1999年 | 91歳         |
|      | ニコラ・マンチアーノ     | イタリア共和国 第8代大統領代行                     | 2000年 | 93歳         |
|      | ルチアーノ・ヴィオランテ | イタリア共和国 第10代代議院議長                    | 2000年 | 83歳         |

## 参考資料

### 書籍
発行年順。
- Ailsby, Christopher (1989). Allied Combat Medals of World War II. 1. Avon: Haynes Publishing Group. ISBN 978-0-85059-927-5
- 君塚直隆『女王陛下のブルーリボン : ガーター勲章とイギリス外交』NTT出版、2004年。ISBN 4757140738。
- 小川賢治『勲章の社会学』晃洋書房、2009年3月。ISBN 978-4-7710-2039-9。
- Duckers, Peter (2009). British Military Medals - A Guide for the Collector and Family Historian. South Yorkshire: Pen & Sword Books Ltd. ISBN 978-1-84415-960-4